# Ахмед Санџар
Муиз ал-Дунја ал-Дин Абуд ал-Давла Абу ал-Харит Ахмед Санџар ибн Малик шах (перс. معزالدنیاوالدین عدودالدوله ابوالحارث احمد سنجر ابن ملک‌شاه, познатији као Ахмед Санџар (перс. احمد سنجر; Синџар, око 1085 — Мерв, 8. мај 1157) био је султан источног Селџучког царства (1118—1153), које је настало цепањем јединственог Селџучког царства после смрти Мухамеда Тапара.

## Биографија
Ахмед Санџар је био син селџучког султана Малик шаха I и Таџ Сафарије Хатун. Санџар значи продоран. После Малик шахове смрти 1092. годне у Селџучком царству је завладао хаос. У борби за власт између његових синова учешће је узео и Ахмед Санџар. Пошто је угушио побуну у Хорасану, 1097. године његов полубрат Баркијарук поставио га је за малика (еквивалент титули краља) ове области. Године 1098. или 1099. Санџаров старији брат Мухамед Тапар се побунио против Баркијарукове власти. Подстакнут од пребеглог султановог везира Фахр ал-Мулка, сина чувеног везира Низам ал-Мулка, Санџар се придружио Тапару. Баркијарук је против њега послао своје вазале Караканиде, али су они 1102. године били тешко поражени код Термеза. Када су 1104. године Баркијарук и Тапар поделили Царство, Санџар је дошао под Тапарову сферу утицаја. Санџар је само формално признавао Тапарову власт; он је у Хорасану деловао као независан владар. Ситуација се није променила ни када је Тапар 1105. године поново ујединио Царство погубивши Баркијаруковог сина Малик шаха II.
Још од 1101. године Санџар је био у рату против асасина, који су, предвођени Хасаном ел Сабом, за време грађанских ратова у Селџучком царству озбиљно проширили своју државу са центром у Аламуту. Заједничка офанзива Санџара и Тапара против њих била је успешна, али Аламут није освојен. Приликом похода против њих, Санџар се, наводно, једног јутра пробудио поред ножа и поруке да Хасан ел Саба жели мир. Мир је одмах потом био склопљен. Године 1117. Санџар је умешао у унутрашње сукобе Газнавида и довео свог кандидата на престо. Као последица тога, Газнавидско царство је постало трибутарна држава Селџучког царства.
После смрти Тапара 1118. године, Санџар је одбио да призна свог његовог сина Махмуда II и сам се прогласио за султана. Затим је, покушавши да наметне своју власт у читавом Царству, повео поход против синовца и победио га у бици код Сава 1119. године. Међутим, убрзо је дошло до компромиса по коме је власт над Царством подељена између стрица и синовца, при чему је Санџар завладао његовом источном половином са центром у Мерву. Да би додатно ојачао савез са синовцем, удао је за њега две своје кћери. Поред тога, Санџару је било признато и формално првенство у династији. Користећи смрт Хасана ел Сабаха 1126. године, Санџар је обновио сукобе са асасинима, али без значајнијих успеха.
После смрти Махмуда II 1131. године, Санџар се умешао у грађански рат који је избио око његовог наследства, подржавши његовог брата Тугрула II. После његове смрти 1134. године, склопио је споразум са његовим наследником Гијас ад-Дин Масудом, давши му своју кћер за жену. Санџар после овога није узимао учешћа у сукобима у западном делу Царства, које се све више распадало. Године 1141. Каракитанци су извршили инвазију на његов део царства и тешко га поразили у Катванској бици. Власт Селџучко царства над средњом Азијом била је из основа пољуљана; Каракитанци су заувек протерали Селџуке западно од Сир Дарје и ушли су у Самарканд, док су шахови Хорезма одбацили селџучку и признали њихову врховну власт. Санџар је у наредним годинама покушао да обнови своју власт над овим просторима, али је успео само привремено да врати Хорезм под своје сизеренство. Извешаји о Санџаровом поразу су у Европи пробудили оптимистичну знатижељу о пределима источно од Селџучког царства и утицали су на настанак легенде о презвитеру Јовану.
Користећи новонасталу ситуацију, Керман, у коме је владала једна грана Селџучке династије, све је више деловао као независна држава. Осетивши слабост селџучке власти, Гуриди су Санџару 1152. године отказали плаћање данка. Међутим, султан их је затим напао и поразио у бици код Наба, у близини Херата, приморавши их да признају његову власт. Санџар је следеће године неочекивано поражен од стране туркоманских номада и заробљен. Туркомани су затим опљачкали Мерв и Нишапур. Остатке источног дела Селџучког царства узалуд је покушавао да сачува Санџаров братанац Сулејман-шах, кога је султан, немајући мушког потомства, био одредио за наследника.
Санџар је пуштен из заробљеништва 1156. године. Недуго затим, 8. маја 1157. године, умро је у Мерву од дизентерије. Сахрањен је у маузолеју у истом граду, који је био подигао 1152. године. Његова смрт означила је крај Селџучког царства као важног политичког фактора. Због дужине своје владавине и меценатства, Санџар се сматра једним од најистакнутијих селџучких султана.